# Церебральная фолатная недостаточность
Церебральная фолатная недостаточность (ЦФН, англ. cerebral folate deficiency) — синдром, при котором в спинномозговой жидкости пациента снижено содержание 5-метилтетрагидрофолата (5-MTHF), несмотря на нормальное содержание 5-MTHF в сыворотке крови. Набор симптомов варьирует в зависимости от возраста начала заболевания и его причины, и может включать дискинезию, атаксию, эпилептические приступы, задержку психомоторного развития.
Наиболее ярко ЦФН проявляется при мутациях гена FOLR1, отвечающего за доставку фолатов в центральную нервную систему. Ребёнок с мутацией рождается здоровым. Заболевание дебютирует чуть позже - в раннем детском возрасте - такими симптомами, как задержка психомоторного развития, атаксия, тремор, хорея, миоклонические приступы. На МРТ-снимках может наблюдаться гипомиелинизация. При немедленном назначении фолиновой кислоты можно добиться значительного улучшения состояния.
ЦФН может наблюдаться у пациентов с синдромом Кернса-Сейра и при других митохондриальных заболеваниях. Причина развития ЦФН в таких случаях до конца не выяснена - предполагается, что дисфункция митохондрий нарушает транспорт фолатов через сосудистое сплетение.
Описаны случаи обнаружения недостатка 5-MTHF в спинномозговой жидкости пациентов с аутоантителами к рецептору фолиевой кислоты альфа. Предполагается, что антитела затрудняют поступление фолатов в спинномозговую жидкость.

## Диагностика
Для диагностики церебральной фолатной недостаточности требуется анализ спинномозговой жидкости на содержание 5-MTHF.

## Терапия
Терапия ЦФН состоит в длительном приёме фолиновой кислоты, поскольку приём фолиевой кислоты не способен повысить уровни 5-MTHF в спинномозговой жидкости пациента.

## Этиология
Фолаты крайне важны для правильной работы мозга. У здорового человека концентрация фолатов в спинномозговой жидкости превышает концентрацию фолатов в крови приблизительно в три либо четыре раза, по данным разных обзоров. Столь значительный градиент поддерживается с помощью постоянного переноса фолатов из крови в СМЖ клетками сосудистого сплетения. Основную роль в этом процессе играет фолатный рецептор альфа, располагающийся на базолатеральной (обращенной в сторону кровеносных сосудов) поверхности клеток сосудистого сплетения. После связывания рецептора с молекулой 5-MTHF происходит эндоцитоз, затем везикулы, содержащие рецептор и фолат, преодолевают путь до апикальной (обращенной в сторону желудочков мозга) поверхности клетки, и покидают клетку в виде экзосом. Этот процесс требует как наличия функционального рецептора, так и затрат энергии. В связи с этим считается, что церебральная фолатная недостаточность может развиваться при нарушении функции рецептора либо при состояниях, нарушающих энергетический метаболизм сосудистого сплетения.

## История
История открытия и исследований ЦФН отражает множественность причин заболевания. Первые сообщения о сниженной концентрации 5-MTHF в спинномозговой жидкости у пациентов с синдромом Кернса-Сейра были опубликованы в 1983 году. Таким образом, митохондриальные заболевания ранее других стали воспринимать как возможную причину подобных состояний.
Первые сообщения о неонатальных судорогах, быстро проходящих под воздействием фолиновой кислоты, появились в 1995 году. Состояние было названо "эпилептические приступы, реагирующие на фолиновую кислоту" (англ. folinic-acid-responsive seizures (FARS)). В 2009 году было установлено, что это состояние является одним из проявлений пиридоксин-зависимой эпилепсии, заболевания, при котором у некоторых пациентов наблюдается церебральная фолатная недостаточность.
В 1994 году был описан пациент, в образцах крови которого наблюдался нормальный уровень фолата, при этом в спинномозговой жидкости отмечалась очень низкая концентрация 5-MTHF, а иммуноферментный анализ демонстрировал низкую концентрацию фолат-связывающего белка. Исключив наличие признаков митохондриальной миопатии в мышечной ткани, авторы (Wevers et al.) предположили, что именно дисфункция белка, впоследствии более известного под названием фолатный рецептор альфа, нарушила перенос фолата в ЦНС клетками сосудистого сплетения.
В 2002 году Ramaekers et al. выявили пять детей, у которых в возрасте нескольких месяцев была отмечена задержка психомоторного развития, атаксия, дискинезии, эпилептические приступы и другие неврологические симптомы, а в 2004 году список обнаруженных ими пациентов возрос до 20-ти. В спинномозговой жидкости детей, но не в крови, была снижена концентрация 5-MTHF, а назначение фолиновой кислоты позволяло смягчить или обратить вспять патологические отклонения. Авторы отметили сходство состояния со случаем, описанным Wevers et al. в 1994 году. Технологический прогресс сделал возможным исследование гена FOLR1 у пациентов, однако осуществленный анализ не выявил мутаций, и авторы предположили, что причиной заболевания может быть генерация аутоантител к фолатному рецептору альфа. Они назвали обнаруженный синдром "идиопатическая церебральная фолатная недостаточность". Через год, в 2005 году, Ramaekers et al. сообщили об обнаружении аутоантител к фолатному рецептору альфа у детей с церебральной фолатной недостаточностью.
В 2009 году Steinfeld et al. впервые смогли выявить мутации гена FOLR1 у трёх из двенадцати изученных ими пациентов с церебральной фолатной недостаточностью.

## Иллюстрации
До и после возобновления терапии лейковорином при недостаточности ДГПР